# Porsche 910
Porsche 910 – samochód wyścigowy firmy Porsche wytwarzany w latach 1966-1968. Montowany był w odmianach: 910/6 Coupé (1966), 910/8 Bergspyder (1967) oraz 910/8 Coupé (1967).